# 參議院豆湯
參議院豆湯全稱美國參議院豆湯，由白腰豆加豬肘再加洋蔥煮成，在美國參議院的餐廳每日供應。這道湯品可追溯到20世紀初。最初的版本還另加芹菜、大蒜、和歐芹。

## 傳統
據參議院網站所載，「參議院餐廳每天菜單上都有豆湯。關於其起源有數種說法，但均未得證實。」
1943年9月14日，由於二戰期間所實施的配給制，參議院廚房裡找不出足夠菜豆來煮湯。《華盛頓先驅時報》次日便報導此事。1988年，時已年高德邵的鮑勃·多爾在參議院發表演講，談及當年是怎麼應對這場危機的：「不知怎麼弄的，才事隔一天，豆湯裡就有了更多的菜豆供人盛裝，迄今不絕。」

## 食譜

### 參議院版本
國會大廈建築師在1967年致參議院圖書館館長的備忘錄中描述了現代的食譜，要求使用「兩磅小顆的密西根菜豆」。
John Egerton在其《南方美食》（Southern Food）一書中寫道，用上了火腿表明此湯源自美國南方菜餚。雖說此湯因之得名的立法者們並不代表南方各州，但彼時大多數廚師都是以自己風格者豆湯南方黑人。有一段時間，參議院餐飲服務拿掉了火腿，改用湯底。1984年，一位新來的經理發現了是這麼回事，他後來回憶道：「我們又用回豬肘，味道真的就不同了。」

### 評論
據《世界上最佳湯品》所載，「多數回報…說遺憾的是，可堪改進之處仍多。」

## 可食性
自2010年起，獲參議員書面授權者可在參議院餐廳用餐，但需遵守服儀規定。此湯也在美國國會大廈遊客中心的餐廳和Longworth Cafeteria向公眾公開販售。
在冷戰時期為國會所建造的希臘島緊急安置中心裡，也有供應參議院豆湯的自助餐廳。
一碗湯的價格如下：
- 1940年：0.15美元[9]
- 1996年：1.00美元[10]
- 1997年：1.10美元[11]
- 2004年：4.50美元[12]
- 2008年：5.00美元[13]
- 2010年：6.00美元[14]
- 2014年：每碗16-盎司（450-克）售價3.60美元

## 備註
1. ↑  Senate 2003.
2. ↑  . United States Senate.   [March 26, 2014].
3. ↑  Frey 2003.
4. ↑  Kessler 1998，第257頁.
5. ↑  Egerton 1993，第274頁.
6. ↑  Kessler 1998，第74頁.
7. ↑  Wright 2009，第131–132頁.
8. ↑  Leebaert 2003，第241頁.
9. ↑  Pearson & Allen 1940，第7頁.
10. ↑  Carlson 2003，第218–219頁.
11. ↑  Kessler 1997，第48頁.
12. ↑  Rubin 2004，第8, 84頁.
13. ↑  Rubin 2008，第94頁.
14. ↑  Rubin 2010，第81頁.

## 外部連結
- Senate Bean Soup Recipe - from the official website of the United States Senate, accessed 27 October 2013.